# Ben Ami
Ben Ami este fiul lui Lot cu fiica sa cea mai mică. El este strămoșul amoniților. Este fratele lui Moab, strămoșul Moabiților. Cea mai mare a născut un fiu și i-a pus numele Moab, care este strămoșul moabiților de astăzi. Cea mai mică a născut și ea un fiu și i-a pus numele Ben-Ami. Ben Ami înseamnă „fiul poporului meu”.